# لويس بارثاس
لويس بارثاس (بالفرنسية: Louis Barthas)‏ (14 يوليو 1879- 4 مايو 1952) عريف فرنسي خدم في المشاة على الجبهة الغربية للحرب العالمية الأولى. استمرت خدمته طوال فترة الحرب بالكامل قضى أغلبها على الخطوط الأمامية. حافظ على نشاطه السياسي والإشتراكي بعد الحرب وعمله في صناعة البراميل.
وثق بارثاس تجاربه على نطاق واسع في زمن الحرب. بعد انتهاء الحرب، شرع في تجميع التجارب في دفاتر ملاحظات مكونا مخطوطة شاملة واحدة. لكنه على الرغم من ذلك، لم يفكر في نشرها وحفظها في درج مكتبه لعقدين متتاليين.
أصبح حفيده مدرسًا في مدرسة ثانوية في قرقشونة، وقام بتسليم دفاتر الملاحظات إلى زميل له قام بتدريس التاريخ. انتشرت المذكرات بعد ستين سنة بعد انتهاء الحرب تحت اسم «بويلو: دفاتر الحرب العالمية الأولى للعريف لويس بارثاس، صانع برميل» في الفترة ما بين عام 1914-1918.

## السيرة الذاتية

### النشأة والتعليم
ولد لويس بارثاس في 14 يوليو 1879- يوم الباستيل- في بلدة هومبس، أود. كان والده، جان، صانع براميل بينما عملت والدته لويز، خياطة.
عند اندلاع الحرب العالمية الأولى، كان بارثاس صانع برميل في بيرياك- مينيرفوا، وهي وظيفة عاد إليها بعد هدنة كومبين الأولى في 11 نوفمبر 1918، وناشط سياسيا اشتراكيا، شارك في إنشاء اتحاد العمال الزراعيين ونشر افكار جان جوريس السلمية.

### الحرب العالمية الأولى
تم تعيين بارثاس في فوج المشاة رقم 280 في أربونة في أغسطس 1914، بدرجة عريف ظل فيها طوال فترة الحرب. في ديسمبر 1915، انضم إلى فوج المشاة 296 قبل أن ينتقل مرة أخرى في نوفمبر 1917 لانضمام إلى فوج المشاة 248.
شارك في الأربع سنوات في أخطر قطاعات الجبهة مثل نوتردام دي لوريت، ومعركة فردان، معركة السوم، و Chemin des Dames. شارك أيضا في تمردات الجيش الفرنسي في عام 1917. حملت كتاباته في بداية الأمر طابع المذكرات الصغيرة قبل أن تتحول إلى مجلدات كبيره.

### الحياة في وقت لاحق

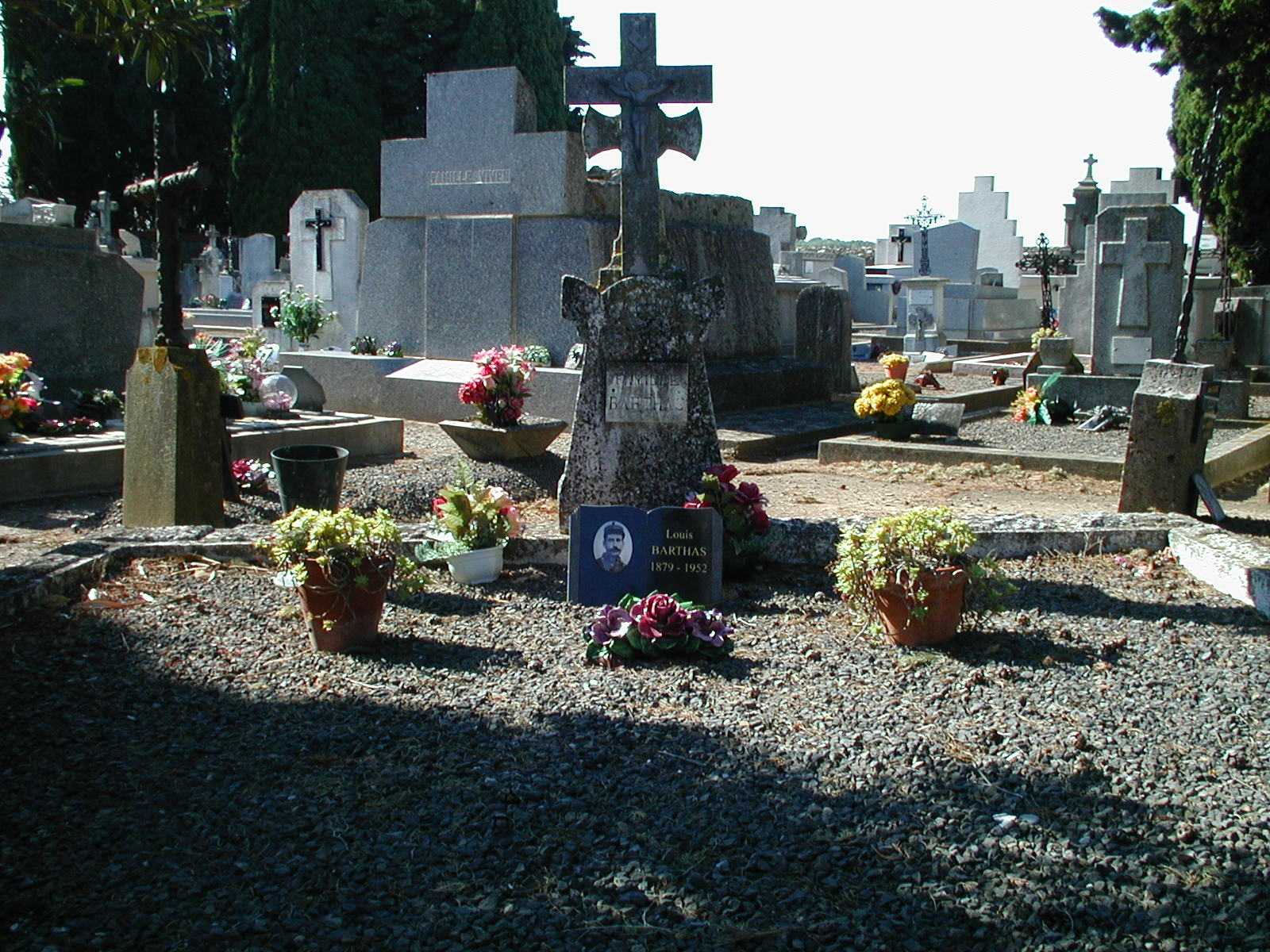
قبر بارثاس في بيرياك مينيرفوا

تقاعد بارثاس من الخدمة العسكرية في فبراير 1919، ليبدأ مسيرته في تجميع مذكراته ورسائله في 19 دفتر ملاحظات ولصقها في بطاقات بريدية مصورة، ورسوم إيضاحية، وخرائط مقطوعة من الصحف والمجلات.
لم يفكر في نشرها، لذلك ظلت المجلدات لأكثر من ستين عاما في خزانة الأسرة إلى أن تم اكتشافها في نهاية المطاف من قبل الأستاذ ريمي كازالس من جامعة تولوز ليتم نشرها في عام 1978.

## الملاحظات
1. ↑  Cazals 1978، صفحة xxv.
2. ↑  Cazals 2014، صفحة xix.
3. ↑  Barthas 2015.
4. ↑  Barthas 2015، صفحات 411–414.
5. ↑  Barthas 2015، صفحات 325–328.

## وصلات خارجية
- أعمال لويس بارثاس- على المكتبة المفتوحة.
- أعمال كتبت عن أو بواسطة لويس بارثاس- على الفهرس العالمي.